# Lüszisz (dialógus)
A Lüszisz Platón dialógusa a szerelemről és a barátságról.

## A dialógus tartalma
Lüszisz egy görög ifjú, aki azt panaszolja el, hogy szülei nem engedik, hogy azt tegye, amihez éppen kedve van, például nem hajthatja apja lovait, nem használhatja anyja szövőszékét, stb. Azt állítja, hogy aki nem teheti azt, amit akar, az nem lehet boldog. Szókratész válasza az, hogy azért van ez így, mert Lüszisz az említett dolgokhoz nem ért, azonban amihez ért, azt nem tiltják tőle a szülei. A szülők nem engedik meg a gyermeküknek, hogy azt tegyék, amit akarnak; azért tiltják gyermeküket bizonyos dolgoktól, mert jót akarnak neki. Minden embernek csak azzal kéne foglalkoznia, amihez ért, mert aki nem ért semmihez, az haszontalan, a haszontalanokat pedig nem szeretik. A bölcs mindig hasznos, ezért mindenki szereti.

## Kísérlet a barát meghatározására
Szókratész arról kérdezi Lüsziszt: mit is jelent, hogy valaki valakinek a barátja? Lüszisz több meghatározást is ad a barát fogalmának körülírásához, Szókratész azonban mindegyiket cáfolja:
1. meghatározás: Lüszisz szerint közös vonzalom esetén nevezhető két ember barátnak. Szókratész azonban megcáfolja: a lószeretőt, bölcsességszeretőt sem szereti viszont a szeretetének a tárgya, mégis azt állítják, hogy barátok.
2. meghatározás: az a barát, akit szeretnek. Szókratész cáfolata: sokan vannak, akiket ellenségeik szeretnek, barátaik pedig gyűlölnek. Ez pedig abszurdumhoz vezet.
3. meghatározás: aki szeret valakit, barátja is annak. Szókratész cáfolata: akkor van valaki, aki szereti az ellenségét, a barátját pedig gyűlöli.
4. meghatározás: hasonló a hasonlónak a barátja. Cáfolat: gazember a gazembernek nem barátja, mert mindenkivel jogtalanul viselkedik. Következmény: csak a jók hasonlóak egymáshoz és barátai egymásnak, tehát a jók barátok (Lüszisz konklúziója). Szókratész szerint ez nem egészen van így: ha a hasonló abban barátja a hasonlónak, akkor miben hasonló hozzá, és miben lehet a hasznára? Hogyan tudnak egymás kedvében járni, ha mindenféle segítséget nem képesek egymásnak nyújtani? Következmény: hasonló nem lehet hasonlónak a barátja.

Lüszisz válasza Szókratész érvelésére az, hogy a jó ember a jónak abban a barátja, hogy jó, és nem abban, hogy hasonló. Szókratész erre azt feleli, hogy a jó elegendő önmagának, nincs szüksége senkire, tehát nem is szeret senkit, baráti érzései sem lehetnek.
Lüszisz a beszélgetés eddigi konklúzióját levonva kijelenti, hogy hasonló a hasonlóra a legirigyebb (leginkább gyűlöli): ács az ácsra irigy, fazekas a fazekasra stb. Minden dolog az ellentétesre vágyik, az ellentétes az ellentétes tápláléka. Szókratész: a gyűlölet ellentétes a barátsággal, így nem marad más, mit azt mondani: sem hasonló a hasonlónak, sem ellentétes az ellentétesnek nem a barátja. Tehát a barát valami olyasmi kell, hogy legyen, ami szeretetre méltó. A szeretetre méltó pedig se nem jó, se nem rossz, hanem kedves a jó számára.
Mint a lélekben, a testben és mindenütt: a se nem jó, se nem rossz nem barátkozhat a rossz jelenléte folytán a jóval. Példaként Szókratész a betegséget és gyógyítót hozza fel: a barát valakinek valami végett és valami miatt barátja, a barát (beteg) a barát (az egészség) megszerzése miatt és az ellenség (betegség) miatt barátja a barátjának (az orvosnak). Egy barát mindig egy barát miatt a barátunk, a valódi barát azonban soha nem valamilyen más barát miatt a barátunk.
Összefoglalva: nem a szerető a barát, de nem is a szeretett lény, nem a hasonló, de nem is a nem hasonló, nem a jó és nem is a rokon természetű.